# Kiwitea Street
Il Kiwitea Street, chiamato anche Freyberg Field, è uno stadio di Auckland, in Nuova Zelanda. Lo stadio viene usato dalle due squadre Auckland City F.C. e Central United.
Lo stadio può contenere circa 5 000 persone.